# 韻畧易通
《韻畧易通》是中國古代明正統年間（1442年）蘭茂所著的一部韻書。該書在中國音韻學史上占有重要的地位。一方面：它所描述的語音系統反映了明朝初期官話的語音面貌，是一個非常完整的語音斷代的樣本，因而對近古官話方言的研究極具參考價值；另一方面，它的體例結構亦與傳統韻書不同，採用了一種全新的音系組織模式，這在韻書的發展史上也開創了一個新的局面。
现存的《韵略易通》有四种版本，其中最早的刻本现藏于华东师范大学图书馆。

## 韻畧易通的音系特點

### 聲母
《韻畧易通》以一首《早梅詩》臚列出了它的全部二十箇聲母。本書的體例編排，聲母的排列就依照著這首詩的字序。全詩原文及所對應聲母的音值如下：
| 東  | 風  | 破 | 早 | 梅 |
| --- | --- | -- | -- | -- |
| t   | f   | pʰ | ts | m  |
| 向  | 暖  | 一 | 枝 | 開 |
| x   | n   | ∅  | tʂ | kʰ |
| 氷  | 雪  | 無 | 人 | 見 |
| p   | s   | v  | ʐ  | k  |
| 春  | 從  | 天 | 上 | 來 |
| tʂʰ | tsʰ | tʰ | ʂ  | l  |

該詩所臚列的聲母反映了明初官話聲母的語音特點，即：全濁聲母已經清化，莊組、章組和知組聲母已合爲一類，對映後來普通話（國語）中捲舌音zh、 ch、 sh（ㄓ、ㄔ、ㄕ），有尖團的區別，牙、喉音聲母的三、四等字仍未腭化，等等。它跟今天的官話方言（如北京話）已然相當接近。
該聲母系統與《中原音韻》的聲母系統也十分相似，僅將疑母字併入零聲母，而捲舌音（中古音的知、莊、章組）沒有明顯對立的兩套。

### 韻母
《韻畧易通》共有二十個不分聲調的韻部，如下表所列，各等呼的韻母以IPA寫出列在所屬各韻之右：
| 韻目             | 開 | 齊  | 合  | 撮  |
| ---------------- | -- | --- | --- | --- |
| 一東洪           |    |     | uŋ  | iuŋ |
| 二江陽           | ɑŋ | iɑŋ | uɑŋ |     |
| 三眞文           | ən | in  | uən | yən |
| 四山寒           | an | ian | uan |     |
| 五端桓           |    |     | uɔn |     |
| 六先全           |    | iɛn |     | yɛn |
| 七庚晴           | əŋ | iŋ  | uəŋ | yəŋ |
| 八侵尋           | əm | im  |     |     |
| 九緘咸           | am | iam |     |     |
| 十廉纖           |    | iɛm |     |     |
| 前十韻有入聲相配 |    |     |     |     |
| 十一支辭         | ɿʅ |     |     |     |
| 十二西微         | ei | i   | ui  |     |
| 十三居魚         |    |     |     | y   |
| 十四呼模         |    |     | u   |     |
| 十五皆來         | ai | iai | uai |     |
| 十六蕭豪         | au | iau |     |     |
| 十七戈何         | o  |     | uo  |     |
| 十八家麻         | a  |     | ua  |     |
| 十九遮蛇         |    | iɛ  |     |     |
| 二十幽樓         | əu | iəu |     |     |
| 後十韻無入聲     |    |     |     |     |

### 聲調
《韻畧易通》音系有五箇調類——陰平、陽平、上聲、去聲和入聲。其中的入聲與發音部位相同的陽聲韻相配，如上表之前十韻所示。也就是說，從理論上講，該音系有/-p/,/-t/,/-k/ 三個入聲韻尾的對立。與成書早其百年的《中原音韻》相比——《中原音韻》在強調入聲存在的前提下已將入聲字歸派到平、上、去三調的陰聲韻，史稱入派三聲——而《韻畧易通》中對入聲韻尾這樣的分派方式則與傳統韻書如廣韻、平水韻的格局保持了一致。由是有的學者認為這是作者「守舊」的表現，當時官話中實際的入聲應該已經併作一類並與陰聲韻相配合了。

## 韻畧易通的體系結構
該書放棄了傳統韻書以四聲分部（卷）以韻目爲綱領的結構方式，而是先將二十箇韻目分作可配入聲（上表前十韻）和無入聲（上表後十韻）兩大類，以此爲上下兩卷，然後，每韻下按《早梅詩》字序分成二十箇聲母類，同聲同韻者，且同等呼的合成一小韻，小韻下按四聲進而細分成同音同調的小韻，其中平聲字的陰陽兩類以○隔開，前後無定。這種格局除了未明確指出等呼及平聲的陰陽外已經和現代的同音字表沒甚麼兩樣了，所以說蘭氏的審音能力是很強的，這在當時的確是別開生面難能可貴。這樣的編排方式很方便讀者查索檢閱，這對後來的韻書編纂和音韻學的發展都有很大的啟發作用。
《韻畧易通》成書後蘭茂的同鄉本悟和尚重刊了該書，整體結構未作改動，但在許多小韻後加上了「重X韻」字樣，以表明某小韻與某小韻是同音關係，實際上是強調了雲南方言的特點。本悟所刻之書亦名《韻畧易通》。